# Mistr Svaté Veroniky
Mistr Svaté Veroniky je anonymní německý gotický malíř z přelomu 14. a 15. století.

## Život
Mistr Svaté Veroniky byl aktivní přibližně v letech 1395 - 1425 a působil v Kolíně nad Rýnem. Identifikace umělce na základě dobových písemných záznamů je problematická. Ztotožnění s Mistrem Wilhelmem, "nejlepším umělcem v německých zemích" (aktivní v Kolíně nad Rýnem, 1358-1378) nebo s Hermanem Wynrich von Wesel, („Hermann z Kolína“, 1389-1419) nebyla potvrzena. Z praktických důvodů je umělec nadále nazýván podle jeho díla.

## Dílo

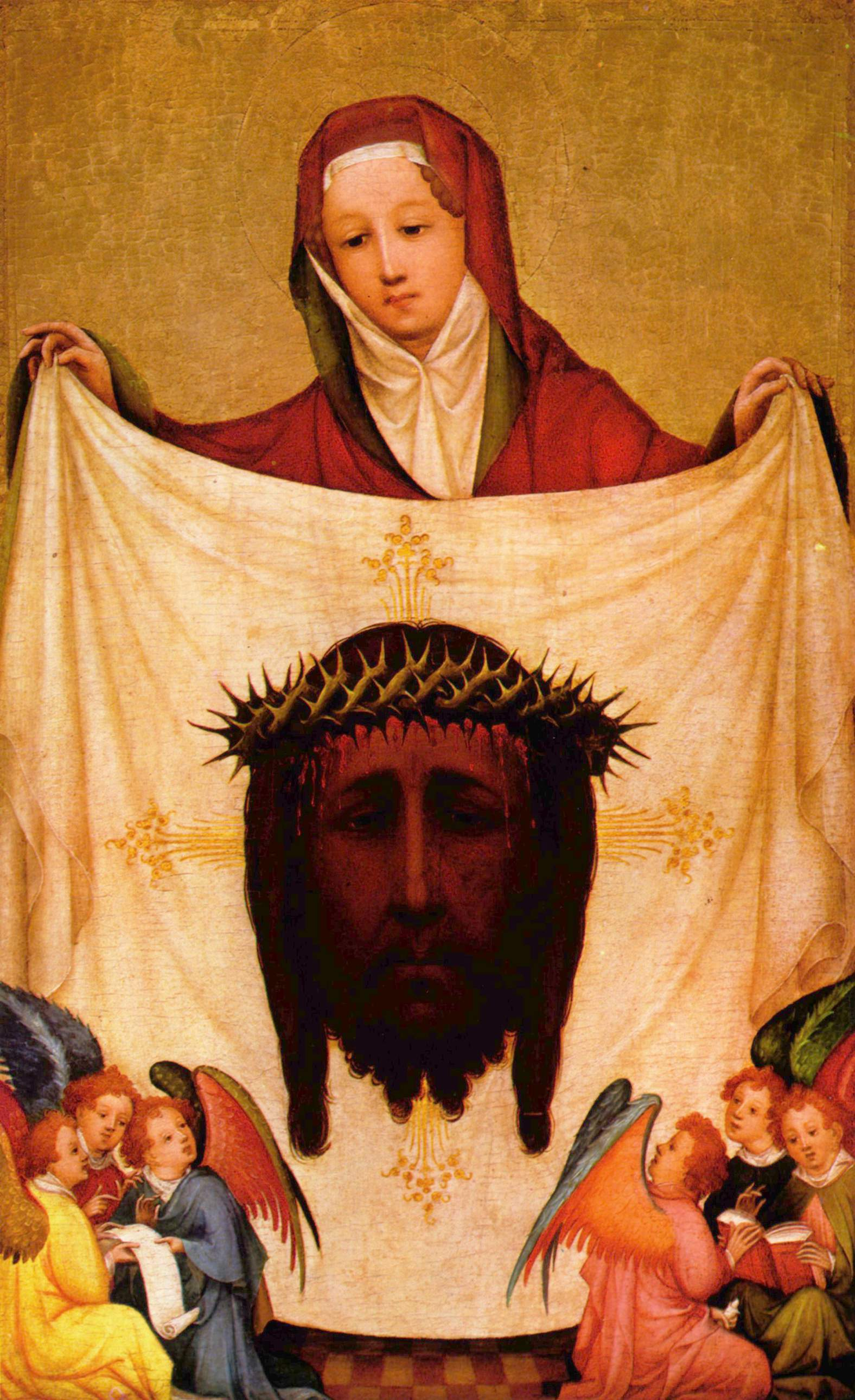
Sv. Veronika, Alte Pinakothek, Mnichov

Mistr Svaté Veroniky je spolu se Stefanem Lochnerem považován za nejvýznamnějšího představitele Kolínské školy a německého tvůrce Internacionálního krásného stylu . Jméno je odvozeno z deskové malby Sv. Veronika (Olej a tempera na jedlovém dřevě, Alte Pinakotek v Mnichově, koupeno r. 1827 z kolekce Boisserée), kterou namaloval kolem roku 1420, pravděpodobně pro kostel sv. Severina v Kolíně nad Rýnem.

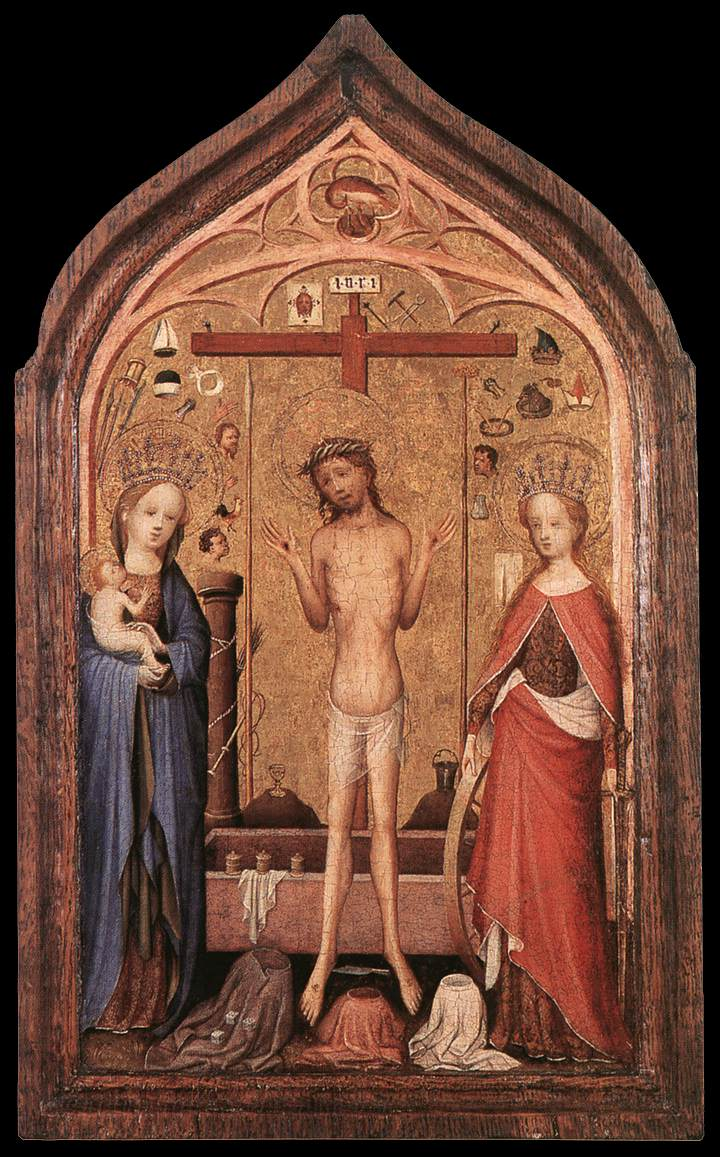
Bolestný Kristus s Marií a sv. Kateřinou

Autor díla byl, stejně jako jeho současníci Conrad von Soest nebo Mistr Francke, ovlivněn francouzskými knižními iluminacemi a francouzsko-vlámským uměním (Jean Malouel, Jacquemart de Hesdin). Jeho obrazy Madon svědčí o asimilaci byzantských vzorů. V díle Mistra Svaté Veroniky dochází k syntéze umění jeho předchůdců (Mistr oltáře klarisek, 1400) se stylem Internacionální gotiky, který převládl v celé západní Evropě na přelomu století. Jeho pojetí Krásného stylu se vyznačuje prodlouženými siluetami, střízlivou a měkkou modelací, odhmotněním postavy a světlými barvami. Ovlivnil řadu svých následovníků (Kalvárie rodiny Wasservass, 1430, Svatá rodina, 1410-40, Lochnerovo Klanění tří králů, 1440). V českých zemích je představitelem Krásného stylu Mistr třeboňského oltáře.

### Díla připisovaná autorovi
- Bolestný Kristus s Marií a sv. Kateřinou (kolem 1400-20), Koninklijk Museum voor Schone Kunsten, Antwerpy
- Triptych z Kreuzlingenu (kolem 1400), sbírka Heinze Kisterse, Kreuzlingen, Švýcarsko
- Madona a dítě s květem hrachu (kolem 1400), Germanischen Nationalmuseum, Norimberk
- Triptych s madonou a květem vikve (1410–1415), Wallraf-Richartz-Museum & Fondation Corboud, Kolín nad Rýnem
- Malá Kalvárie (kolem 1410), Wallraf-Richartz-Museum
- Svatá Veronika (kolem 1420), původně kostel sv. Severina v Kolíně, nyní Alte Pinakotek, Mnichov
- Opat sv. Antonín, žehnající zvířatům, chudým a nemocným, J. Paul Getty Museum
- Ukřižování, J. Paul Getty Museum
- Trůnící Madona s dítětem a světci (připisováno autorovi), Philadelphia Museum of Art